# Az özönvíz (opera)
Az özönvíz (olaszul: Il diluvio universale) Gaetano Donizetti háromfelvonásos operája (azione tragica-sacra). A szövegkönyvet Domenico Gilardoni írta Francesco Ringhini II diluvio című tragédiája után, amely George Byron Heaven and Earth és Thomas Moore Loves of the Angels műve alapján készült. A művet 1830. február 28-án mutatták be először a nápolyi Teatro di San Carlóban. A zeneszerző 1833-1834-ben átdolgozta. Ennek a változatnak az ősbemutatójára 1834. január 17-én került sor a genovai Teatro Carlo Felicében. Magyarországon még nem játszották.

## Szereplők
| Szereplő | Hangfekvés   | Az ősbemutató szereposztása |
| -------- | ------------ | --------------------------- |
| Noé      | basszus      | Luigi Lablache              |
| Jafet    | bariton      | Gennaro Ambrosini           |
| Sem      | tenor        | Giovanni Arrigotti          |
| Cam      | basszus      | Lorenzo Salvi               |
| Tesbite  | szoprán      | Fabiani                     |
| Asfene   | szoprán      | Cecilia Grassi              |
| Abra     | mezzoszoprán | Edvige Ricci                |
| Cadmo    | tenor        | Berardo Winter              |
| Sela     | szoprán      | Luigia Boccabadati          |
| Ada,     | mezzoszoprán | Maria Carraro               |
| Artoo    | tenor        | Gaetano Chizzola            |
| Azael    | néma szerep  |                             |
| Iefte    | basszus      |                             |

## Cselekménye
A bárkát építő Noét és fiait Cadmo zaklatja, annak ellenére, hogy felesége, Sela megpróbálja lebeszélni róla. Ada, Sela cselédje, úrnőjének helyébe kívánkozik ezért elmondja Cadmónak, hogy a felesége titokban szerelmes Ieftébe. Ada megelégedésére Cadmo elűzi feleségét, aki Noénál talál menedékre. A dühös Cadmo elrendeli Sela, Noé és fiai kivégzését. Noé figyelmezteti Cadmót. Egy villámlás jelzi a közelgő özönvizet. Amint Cadmo és Ada házasságukat ünneplik, Sela Noé bárkájáról búcsút int nekik. Cadmónak meglágyul a szive és felajánlja volt feleségének, hogy visszatérhet, ha lemond újonnan, Noétól szerzett vallásáról. A kétségbeesett Sela beleegyezik, ám ekkor egy villám belécsap és szörnyethal. Vad vihar tör ki. A násznép fejvesztve menekülni próbál, de a víz mindent elönt, csak Noé bárkája lebeg a felszínen.